# Pouhasaari
Pouhasaari är en ö i Finland. Den ligger i sjön Pihlajavesi och i kommunerna Puumala, Sulkava och Sulkava och landskapet Södra Savolax, i den södra delen av landet, 240 km nordost om huvudstaden Helsingfors. Öns största längd är 767 kilometer i öst-västlig riktning.